# Fuligule de Baer
Aythya baeri
Espèce
Statut de conservation UICN

 CR A2cd+3cd+4cd; C2a(ii) : 
En danger critique
Le Fuligule de Baer (Aythya baeri), aussi milouin de Baer ou morillon de Baer est une espèce d'oiseaux de la famille des Anatidae. Elle a été nommée en l'honneur de Karl Ernst von Baer.

## Répartition
Il réside en Manchourie ; son aire d'hivernage s'étend de l'est de l'Inde à Taiwan et le sud de la Thaïlande.

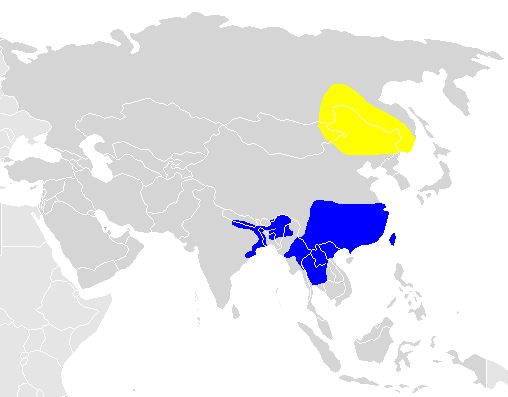
aire de reproduction
aire d'hivernage

## Alimentation
Cet oiseau possède un régime omnivore incluant également du riz. 